# 聖巴巴拉 (韋韋特南戈省)
聖巴巴拉（西班牙語：Santa Bárbara），是危地馬拉的城鎮，位於該國西北部，由韋韋特南戈省負責管轄，面積132平方公里，海拔高度2,353米，2002年人口15,318，人口密度每平方公里116.05人。